# Kauru järv
Kauru järv är en sjö i Estland.   Den ligger i landskapet Valgamaa, i den södra delen av landet, 190 km sydost om huvudstaden Tallinn. Kauru järv ligger 136 meter över havet. I omgivningarna runt Kauru järv växer i huvudsak blandskog.